# 日野・MH
MHは日野自動車が製造するはしご車専用シャーシである。現在はしご車でトップシェアを誇っている。

## 概要
1991年9月にモリタのはしご車、スーパージャイロラダーシリーズの専用シャーシとして登場した。消防車専用だけあって全車ダブルキャブで4WSやオートマチックトランスミッション、空気呼吸器（空気ボンベ）を背負ったまま座れるリアシート（2代目）などを装備している。はしごは30mから40mまで対応している（同社の40m以上のはしご車はプロフィアの4軸車「FW」をベースに製作されている）。
日野とモリタの共同開発車で、フロントには日野とモリタの両方のロゴが入っている。

## 歴史

### 初代（1991-2003年）U-PR2FNAF/KC-PR4FPDF/KL-PR4FPHF

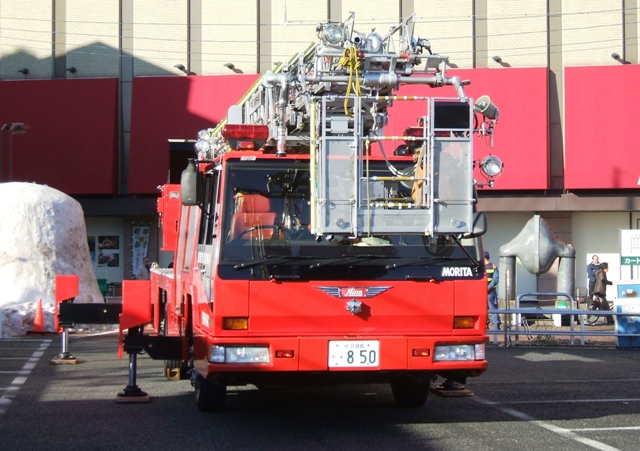
U-PR2FNAF
川越地区消防局

「スーパージャイロラダーMH」として1991年9月に登場。
インパネは専用設計だが、ステアリングやエアコンの操作パネルなどは日野車からの流用。今までにない直線基調のデザインが評価され、グッドデザイン賞を受賞した。エンジンはV型8気筒のF17Eを搭載。トランスミッションはZF製のATで3軸車はインパネ組み込み型のボタン式、2軸車はフロア式である。ブレーキはフルエア式を採用、乗降ステップはドア開閉に連動した空気圧による展開格納式となっている。
又、ABSも標準装備され、3軸車には4WSを採用した。ヘッドライトはクルージングレンジャー、スーパードルフィンプロフィアからの流用。
1995年、CI導入に伴い、日野のシンボルマークが変更され、エンジンをF21Cに変更して平成6年排出ガス規制に適合。他の日野車とは異なり、ステアリングの形状は変更されなかった。
1998年、ヘッドランプの形状が変更される。
2000年、平成11年排出ガス規制に適合。

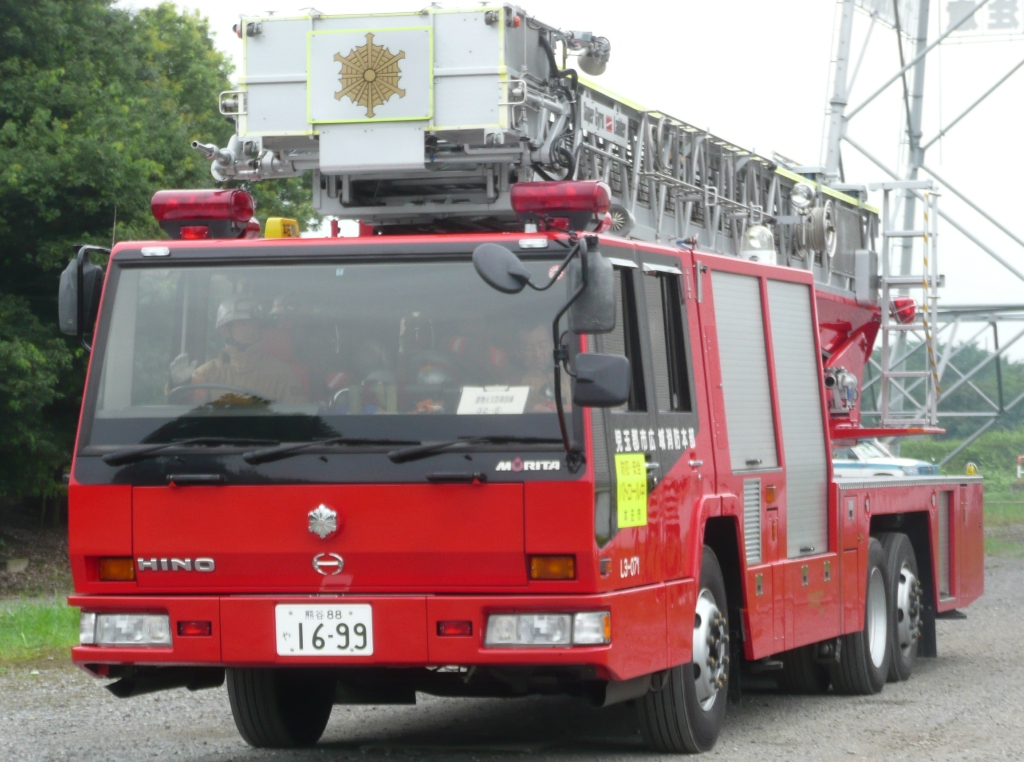
KC-PR4FPDF 児玉郡市広域消防本部
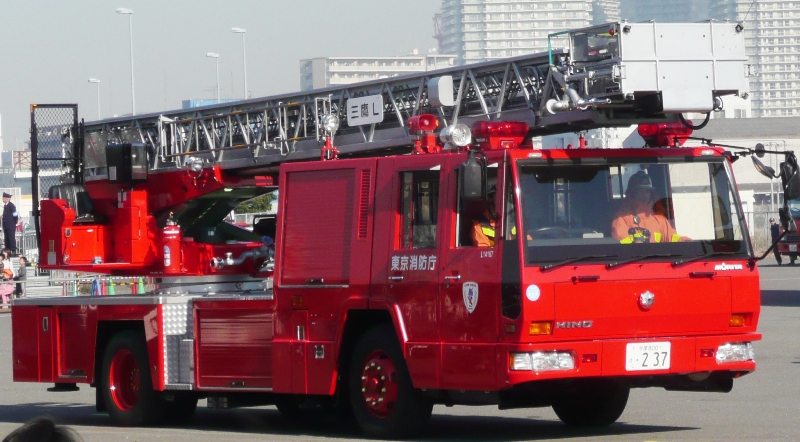
2軸車 KL-PR4FPHF 東京消防庁
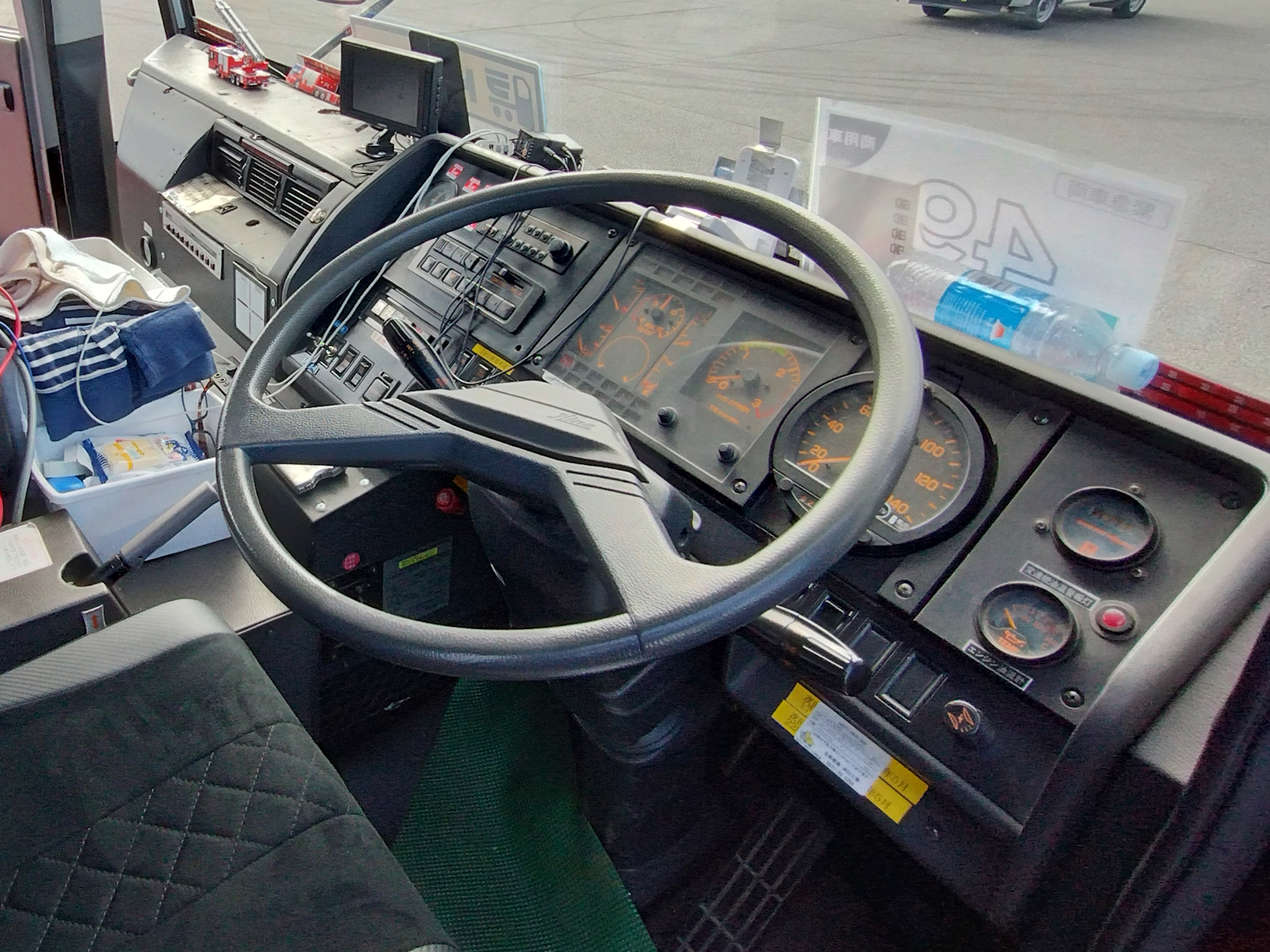
運転席（3軸車）
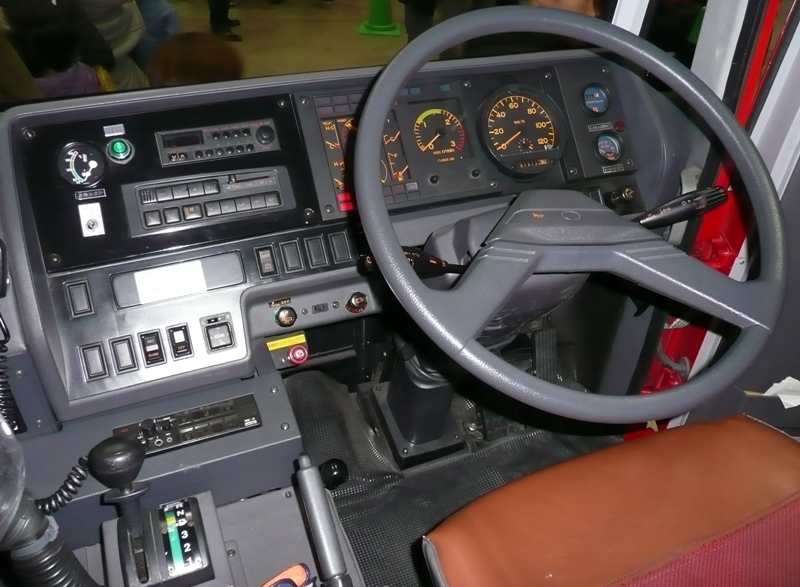
運転席（2軸車）

### 2代目（2003年-）PK-PR2PPWF/BDG-PR1APYF/LDG-PR1APBF/QDG-PR1APEF/2DG-PR1APJF

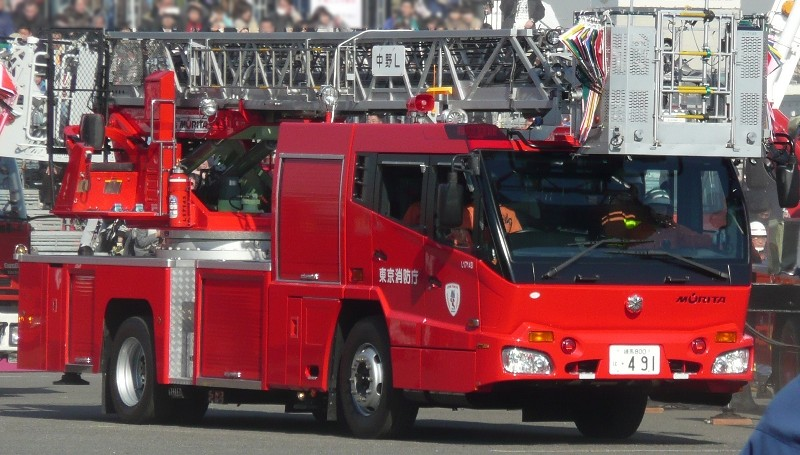
2軸車
PK-PR2PPWF
東京消防庁

2003年11月、東京国際消防防災展で発表、翌年4月発売開始。車名をMHII Max.に変更。
FRP製キャブ並びに前ボデーを採用、オートエアコンを装備し、プロフィア用の直列6気筒エンジン「P11C」を搭載して新短期排出ガス規制に適合し、オプションで「DPR（ディーゼル微粒子捕集フィルター）」を装着した車両については超低PM排出ディーゼル車（☆☆☆☆）の認定を受けた。また、LED警光灯を採用しキャビン上部とフロントバンパーへ埋め込まれた。ステアリングはプロフィアと同じタイプだが、エアバッグは装備されていない。このモデルより全車フロア式ATとなった。ヘッドライトはレンジャープロ、プロフィアからの流用。
2006年、前面警光灯の形状を丸型から角型に変更。
2007年、エンジンをA09Cに変更して平成17年（新長期）排出ガス規制に適合。上部赤色灯・標識灯カバーを大型化。車名もMH-IIとして変更される。
2010年、DPRと尿素SCRシステムを組み合わせたクリーンディーゼルシステム「AIR LOOP」の導入に伴い、平成21年（ポスト新長期）排出ガス規制に適合。
2014年、低排出ガス重量車の認定を受け、型式を変更。
2017年、平成28年（ポストポスト新長期）排出ガス規制に適合。
2021年、ヘッドライトをウインカー一体型LEDに変更。

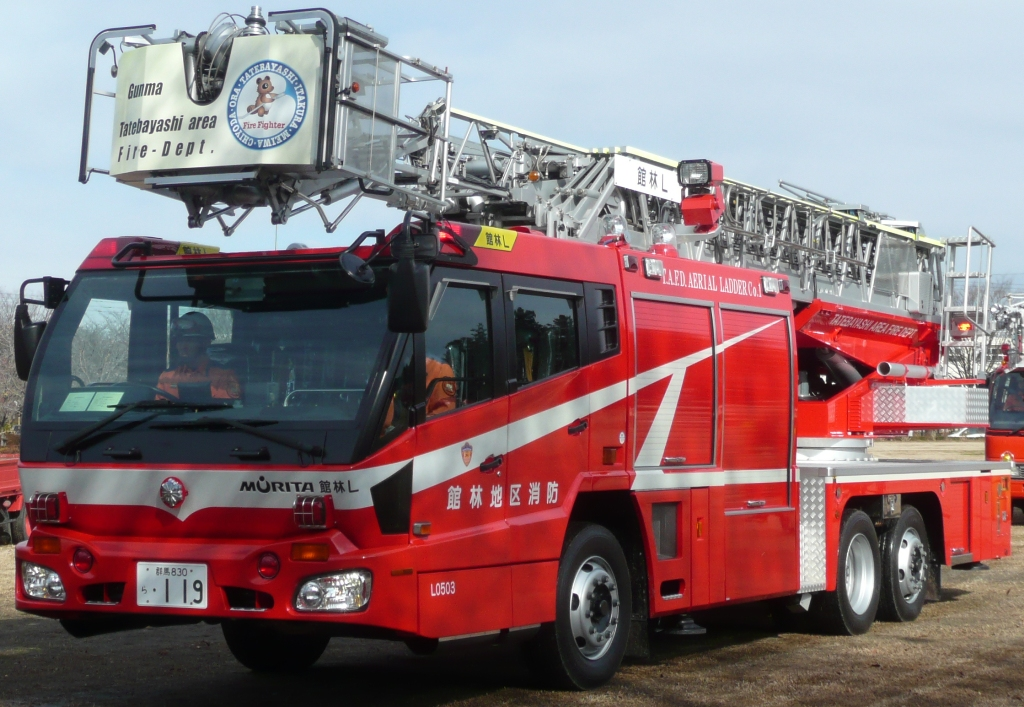
PK-PR2PPWF 館林地区消防組合 バンパー上部に警光灯を追加
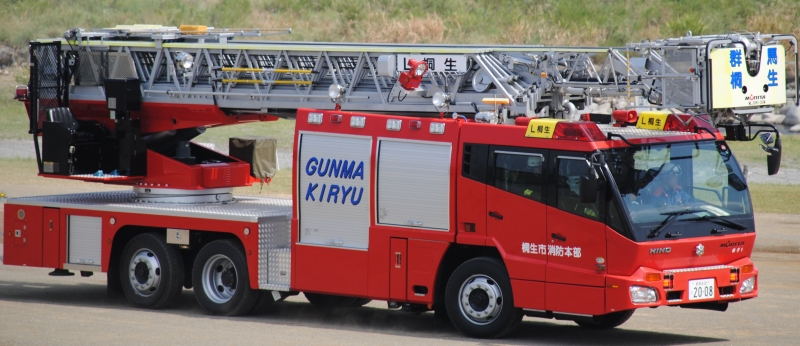
BDG-PR1APYF 桐生市消防本部
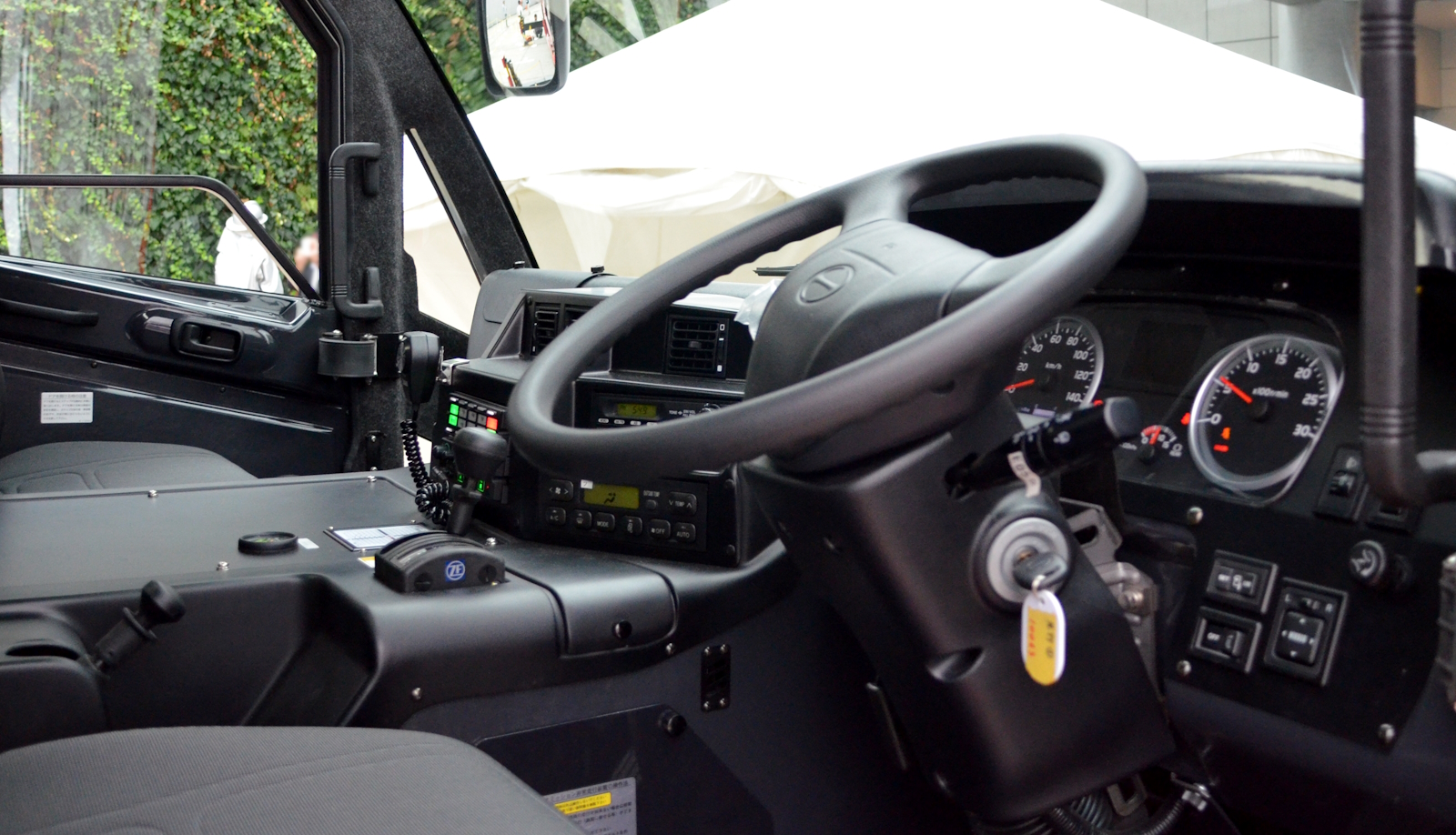
車内

## 派生型
2軸型
全長が短くなった分、収納ボックスが小型化されており、梯子も30mが最大で4WSは装備されない。実質的に東京消防庁仕様であるが、他に富山県砺波地域消防組合砺波消防署に25m型が配備されている。
※以下は現在のところ初代のみ
屈折はしご車仕様
20m以上の3節屈折梯子を装備した型。バスケットを外した屈折放水車型も存在。
大型化学車仕様
梯子装備部を積載スペースとし遠隔操作式の放水砲を装備している。